# Tour della nazionale maschile di rugby a 15 dell'Inghilterra 1972
Nel 1972 la nazionale inglese di rugby a 15 si reca in tour ufficiale in Sudafrica. Conquisteranno una storica vittoria contro gli Springbkos.
Il primo tour della Inghilterra in Sudafrica prevedeva match molto difficili, malgrado vi fosse un solo Test Match. In 17 giorni, furono giocati 7 match, i primi 4 al livello del mare, gli altri 3 alle altitudini dell'altopiano interno con solo 2 giorni per acclimatarsi.
La nazionale inglese era chiamata a riscattare le ultime stagioni assai deludenti.

## Risultati
| Durban 17 maggio 1972 | Natal | 0 – 19 | Inghilterra XV |  |

| Città del Capo 20 maggio 1972 | Western Province | 6 – 9 | Inghilterra XV |  |

| Città del Capo 22 maggio 1972 | SA RugbyXV | 6 – 11 | Inghilterra XV |  |

| Port Elizabeth 24 maggio 1972 | SA Leopards | 3 – 36 | Inghilterra XV |  |

| Pretoria 27 maggio 1972 | Northern Transvaal | 13 – 13 | Inghilterra XV |  |

| Kimberley (Sudafrica) 30 maggio 1972 | Griqualand West | 21 – 60 | Inghilterra XV |  |

| Johannesburg 3 giugno 1972 | Sudafrica | 9 – 18 | Inghilterra | (Ellis park) |

## La squadra
- Manager: A.O. Lewis
- Assistant Manager: J. Elders
- Capitano: J.V. Pullin (Bristol)

### Estremi
- S.A. Doble (Moseley)
- D. Whibley (Leicester)

### Tre-quarti
- J.P.A.G. Janion (Bedford)
- P.M. Knight (Bristol)
- A.J. Morley (Bristol)
- P.S. Preece (Coventry)
- A.A. Richards (Flyde) N
- J.S. Spencer (Headingley)

### Tre quarti
- .G.B. Old (Middlesbrough)
- T.Palmer (Gloucester)
- L.E. Weston (West of Scotland)
- J.G. Webster (Moseley)
- S.J. Smith (Wilmslow)

### Avanti
- J. Barton (Coventry)
- A.V. Boddy (Metropolitan Police)
- M.A. Burton (Gloucester)
- Fran Cotton|F.E. Cotton (Loughborough College)
- T. Cowell (Rugby RFC)
- P.J. Larter (Northampton)
- A. Neary (Broughton Park)
- J.V. Pullin (Bristol)
- C.W. Ralston (Richmond)
- A.G. Ripley (Rosslyn Park)
- C.B. Stevens (Harlequins)
- J.A. Watkins (Gloucester)
- B.E.J. Watt (Bristol)